# Вольский, Артур Витальевич
Арту́р Витальевич Во́льский (бел. Арту́р Во́льскі, полная фамилия Зейдель-Во́льский; 23 сентября 1924, Койданово, современный Дзержинск (Минская область) — 5 сентября 2002, Минск) — советский и белорусский писатель.

## Биография
Родился в 1924 году в семье писателя Виталия Вольского.
С 1938 по 1941 год учился в Витебским художественным училище. До 1942 года работал художником в БДТ-2, пока не был призван на службу в Военно-Морской Флот СССР, которая прошла на Дальним Востоке. Участвовал в сражениях в Советско-японской войне, в 1952 году был демобилизован.
До 1962 года работал заведующим отдела культуры и быта редакции газеты «Чырвоная змена», ответственным секретарём журналов «Бярозка», «Вясёлка».
В 1962 году окончил Высшие литературные курсы в Москве.
В 1963 году по предложению руководства Белорусского республиканского театра юного зрителя возглавил его литературную часть, в 1966 году был назначен директором театра и оставался на ней 12 лет.
В 1978 года назначен директором Дома литератора (Минск).
С 1980 года — литературный консультант СП БССР.
В 1981—1984 годах — старший редактор издательство «Юнацтва».
В 1955 году стал членом Союза писателей СССР.
Скончался и был похоронен на Северном кладбище в Минске в 2002 году.
Сын Артура Вольского — белорусский музыкант и писатель Лявон Вольский.

## Творчество
«Запомни, юный пешеход!», (1986)

## Награды
Награждён орденами Отечественной войны II степени, «Знаком Почести», медалью «За боевые заслуги» и другими медалями.